# 바비 (배우)
바비(벵골어: ববি, 1987년 8월 18일 ~ )는 방글라데시의 배우, 영화 프로듀서이다.